# انتونی کرکلند
انتونی کرکلند (متولد ۱۳ سپتامبر ۱۹۶۸) یک قاتل سریالی آمریکایی است. بین سالهای ۲۰۰۶ و ۲۰۰۹، کرکلند پس از محکوم شدن به ۱۶ سال حبس برای قتل دوست دختر خود در سال ۱۹۸۷، دو زن و دو دختر دیگر را در منطقه سین سیناتی به قتل رساند.

## قتل ۱۹۸۷
در ۲۰ مه ۱۹۸۷، کرکلند دوست دختر خود، لئولا داگلاس را کشت و بدن او را سوزاند. وی به جرم قتل دادگاهی شد و ۱۶ سال زندان دریافت کرد. وی در سال ۲۰۰۴ آزادی مشروط گرفت.

## قتل‌های ۲۰۰۹–۲۰۰۶
از ۴ مه ۲۰۰۶، تا ۷ مارس ۲۰۰۹، کرکلند چهار زن (دو زن و دو نوجوان) را به قتل رساند، سه نفر از آنها را با روش خفه کردن. در همه موارد، او بدن قربانی خود را سوزانده بود تا شواهد مبنی بر تجاوز را پنهان کند. کرکلند در نزدیکی صحنه قتل آخرین قربانی خود که دارای ساعت و آی پاد بود، دستگیر شد.

## قربانیان
پنج قربانی کرکلند عبارتند از:
- لئولا داگلاس، ۲۷ ساله، در ۲۰ مه ۱۹۸۷ کشته شد.[۳]
- کاسونیا کرافورد، ۱۴ ساله، قتل در ۴ مه ۲۰۰۶[۴][۶]
- مری جو نیوتون، ۴۵ ساله، در ۱۴ ژوئن ۲۰۰۶ کشته شد.
- کیمیا رولیسون، ۲۵ ساله، کشته شده در ۲۲ دسامبر ۲۰۰۶؛ و
- اسمه کنی، ۱۳ ساله، در ۷ مارس ۲۰۰۹ به قتل رسید.

## دادگاه
صبح روز محاکمه، کرکلند به‌طور داوطلبانه به جرم قتل و سوءاستفاده جنسی از جنازه در مورد مری جو نیوتون و کیمیا رولیسون اعتراف کرد. در تاریخ ۱۲ مارس ۲۰۱۰، هیئت منصفه کرکلند را در تمام موارد باقیمانده مقصر دانست. هیئت منصفه حکم اعدام را توصیه کرد. در تاریخ ۳۱ مارس ۲۰۱۰، وی به اعدام محکوم شد.
دادگاه، کرکلند را به جرم قتل خشن اسمه کنی (هنگام ارتکاب یا اقدام به تجاوز به عنف) و قتل خشن کاسونیا کرافورد (هنگام ارتکاب یا اقدام به سرقت) به اعدام محکوم کرد. دادگاه همچنین کرکلند را به جرم قتل ماری جو نیوتون و کیمیا رولیسون به ۷۰ سال حبس ابد محکوم کرد.
کرکلند در حال حاضر در مؤسسه اصلاح و تربیت Chillicothe در اوهایو زندانی است.

## درخواست تجدید نظر
در تاریخ ۱۳ مه ۲۰۱۴، دادگاه عالی اوهایو محکومیت و حکم اعدام کرکلند را تأیید کرد.
در شانزدهم اکتبر ۲۰۱۴، دادگاه عالی اوهایو با پیشنهاد دادستانی کرکلند مبنی بر توقف اعدام موافقت کرد.
در تاریخ ۶ آوریل ۲۰۱۵، دادگاه عالی ایالات متحده از رسیدگی به فرجام خواهی کرکلند خودداری کرد.
در ماه مه سال ۲۰۱۶، دادگاه عالی اوهایو طرح دادرسی جدید برای مجازات کرکلند را پذیرفت.
جلسه استماع مجدد کرکلند با بیانیه‌های آغازین در تاریخ ۲۵ ژوئیه ۲۰۱۸ آغاز شد. در تاریخ ۶ اوت ۲۰۱۸، هیئت منصفه توصیه کرد که کرکلند باید به اعدام محکوم شود.
در تاریخ ۲۸ اوت ۲۰۱۸، قاضی شهرستان همیلتون با هیئت منصفه موافقت کرد و کرکلند را به اعدام محکوم کرد.